# Ботнический залив
Ботни́ческий зали́в (фин. Pohjanlahti, швед. Bottniska viken, рус. арх. Каяно-море) — залив в северной части Балтийского моря, расположенный между западным побережьем Финляндии, восточным побережьем Швеции, отделённый от основной части моря Аландскими островами. Является самым крупным и самым глубоким заливом Балтийского моря.
Солёность залива значительно падает с юга на север. Если в южной части она соответствует солёности Балтийского моря, то в северной она столь низка, что не различается на вкус, и там живут многие пресноводные рыбы.
Ботнический залив в ряде новгородских источников назывался Каяно море. На новгородской карте середины XVII века Ботника подписана как Подсеверная губа морская, в одном документе XVII века (в росписи из Соловецкого монастыря) она упомянута как Свитцкое (Шведское) море.

## География
Залив расположен в северной части Балтийского моря, с основной частью которого соединён проливом Сёдра-Кваркен и акваторией, называемой Архипелаговым морем, между которыми расположены Аландские острова. Ботнический залив разделяется на две части Ваасийскими шхерами и мелководьем: Боттенвик (северная) и Боттенхав (южная). Боттенвик и Боттенхав сообщаются проливом Норра-Кваркен.
Залив имеет вытянутую в меридиональном направлении форму. Длина составляет 668 км, максимальная ширина — 240 км. В средней части имеет сужение до 75 км (пролив Норра-Кваркен). Максимальные глубины — 295 м в южной части и 124 м в северной части.
Берега залива изрезаны, вдоль них расположено множество островов и шхер. Крупнейшие острова — Аланд (на границе), Хайлуото, Реплот и Эугму в Финляндии и Гресё, Хертсён и Хольмён в Швеции.
На поверхности имеется течение против часовой стрелки. На глубине — движение воды из Балтийского моря в сторону Ботнического залива. Средняя температура воды в феврале составляет 0 °C, в августе — 9—13 °C. Вода имеет низкую солёность (1—3 ‰ на севере и 4—5 ‰ на юге) из-за большого поступления пресных вод (181 км³ в год). Ледостав с ноября до начала июля.
Крупнейшие реки, впадающие в залив — Кокемяэнйоки, Кюрёнйоки, Оулуйоки, Иййоки, Кемийоки, Турнеэльвен, Каликсэльвен, Лулеэльвен, Питеэльвен, Шеллефтеэльвен, Умеэльвен, Онгерманэльвен, Индальсэльвен, Юнган, Юснан, Далэльвен.
Основные порты: Раума, Пори, Вааса, Коккола, Оулу, Кеми (Финляндия) и Евле, Худиксвалль, Сундсвалль, Умео, Лулео (Швеция).

## Уменьшение залива
В районе залива, в особенности в его центральной части, наблюдается один из наиболее значительных на Земле эффектов постледникового подъёма земной коры, в результате чего море отступает и из воды появляются новые шхеры. Измерения показывают, что подъём суши происходит со скоростью приблизительно 90 см за сто лет в северной части Ботнического залива и 20 см в южной. Причиной подъёма является 3-километровый слой льда, в ледниковый период продавивший своим весом земную кору. Максимальный прогиб, около 1000 метров, пришёлся на северную часть Ботнического залива. Подъём продолжается в настоящее время и оценено, что суша поднимется ещё на 150 метров и примерно через 2000 лет Ботнический залив превратится в озеро. Аналогичная ситуация, но более масштабная, наблюдается в Северной Америке в районе Великих Озёр.

## История
Залив не был известен древним и средневековым географам и не был указан ни на карте 1427 года датского картографа Клаудиуса Клавуса, ни на карте Хартмана Шеделя, напечатанной в 1493 году. Первая карта, на которой был очерчен залив, хотя и без указания названия, принадлежит Николаусу Германусу с 1482 года.
В Новгородских документах XIV века Ботнический залив известен как Каянское море, на берегах которого расположена Каянская земля (Эстерботния) и живут каянцы. Под каянцами могли пониматься карелы, шведы или финны-квены. Северо-восточная часть Ботнического залива на протяжении нескольких столетий (в первой половине 2-го тысячелетия н. э.) входила в сферу влияния Великого Новгорода.

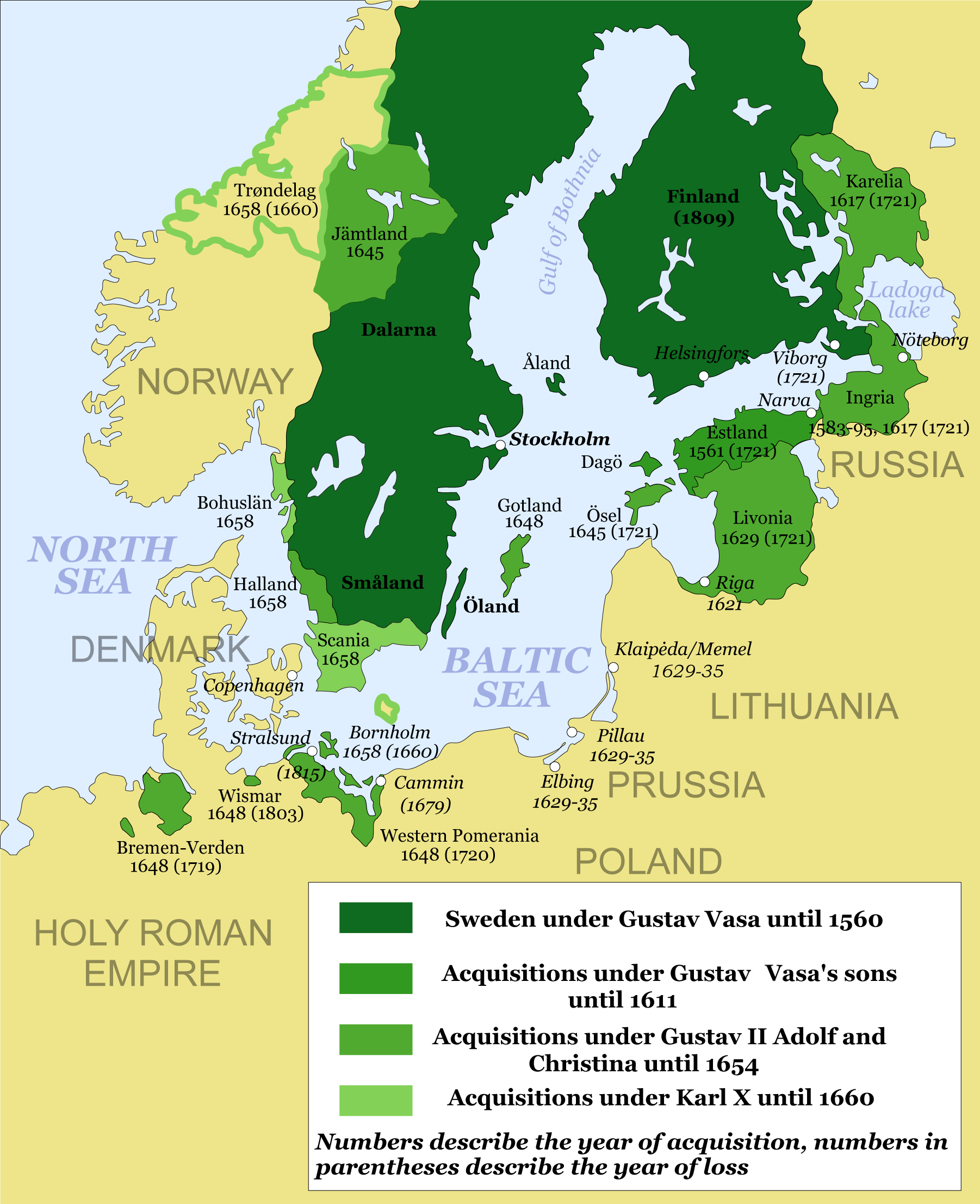
Ботнический залив внутри Шведского королевства в XVI—XIX вв.

С XIV века западную часть Ботнического залива начинают осваивать шведы. Здесь на территории, получившей название Вестерботния, строится город Умео. К 1560 году Швеция устанавливает контроль над всем побережьем залива. В 1605 году на восточном берегу появляется город  Улеаборг. 
С XVII века залив упоминается в некоторых европейских источниках под латинским названием Sinus Bothnicus. Компонент bothnicus образован от названия Botten, которое по мнению ряда исследователей относилось к северной части Ботнического залива и, возможно, от которого образованы названия исторических провинций Вестерботния, Норрботния и Эстерботния. 
В ряде новгородских источников середины XVII века Ботнический залив обозначен как Подсеверная губа морская, в одном документе XVII века (в росписи из Соловецкого монастыря) она упомянута как Свитцкое (Шведское) море.
Однако Русско-шведская война 1809-1809 года делает акваторию границей двух государств. В марте 1809 года русская армия совершает переход через Кваркен. По результатам Фридрихсгамского мира Эстерботния входит в состав России как Улеаборгская губерния. Во время Крымской войны в Ботническом заливе действовал британский флот, угрожая побережью российской Финляндии.  
В 1917 восточный берег Ботнического залива входит в состав вновь образованной Финляндии как Похьянмаа.